# Yes! PreCure 5
Yes! PreCure 5 (jap. Yes! プリキュア5, Yes! PuriKyua faibu, dt. „Ja! PreCure 5“) und Yes! PreCure 5 GoGo! (jap. Yes! プリキュア5 GoGo!, dt. „Ja! PreCure 5 GoGo!“) sind die Titel der vierten und fünften Anime-Fernsehserien des Franchise Pretty Cure, einem Komplex von Anime-Fernsehserien und -filmen, die dem Magical-Girl-Genre zuzuordnen sind.

## Handlung
Nozomi Yumehara (夢原 のぞみ, Yumehara Nozomi) ist in der zweiten Klasse der Schule L’École des Cinq Luminères. Sie hat schon alle Aktivitäten ausprobiert, doch nichts war etwas für sie, selbst beim Orchester ist sie eingeschlafen. Als sie einmal in die Bibliothek geht, findet sie dort ein geheimnisvolles Buch, das „Dream Collet“. Ein mysteriöser Junge, den sie am Morgen schon einmal getroffen hatte, will das Buch unbedingt haben. Nozomi und er streiten sich so lange darum, bis der Junge umfällt und sich urplötzlich in ein niedliches Tierchen namens Coco verwandelt. Es erzählt Nozomi von der bösen Organisation Nightmare, die Cocos Heimat, das „Königreich Palmier“, zerstört und unter Kontrolle gebracht hat. Da taucht ein Mann auf, der sich in einen riesigen Insektenmenschen verwandelt und die Herausgabe des „Dream Collets“ verlangt. Als er Nozomi angreift, verwandelt sich diese durch einen rosa Schmetterling, der zu einer seltsamen Armbanduhr wird, in eine der fünf legendären Kriegerinnen, „Pretty Cure“. Nozomi muss daraufhin als „Cure Dream“ zusammen mit vier anderen Schülerinnen, (Rin Natsuki/Cure Rouge, Urara Kasugano/Cure Lemonade, Komachi Akimoto/Cure Mint, Karen Minazuki/Cure Aqua) gegen die Organisation Nightmare kämpfen und mit Hilfe der Uhren, die Dream Catcher genannt werden, 55 Pinkies einfangen. Pinkies sind putzige kleine Wesen, die Wünsche erfüllen können. Später können sie auch noch Cocos Freund Nuts befreien, wobei immer wieder das Motto „Team Action“ (dt. „Zusammenarbeit“) ins Zentrum gerückt wird.

## Entstehung und Veröffentlichungen

### Fernsehserien
Die Serie Yes! PreCure 5 wurde vom 4. Februar 2007 bis zum 27. Januar 2008 übertragen und von Yes! PreCure 5 GoGo! weitergeführt, die seit dem 20. Februar 2008 übertragen wird. Beide Serien wurden unter der Regie von Toshiaki Komura und mit Charakterdesigner Toshie Kawamura von Toei Animation produziert und exklusiv auf TV Asahi übertragen.

### Kinofilme
Am 10. November 2007 lief zu Yes! PreCure 5 der Film Yes! PreCure 5: Kagami no Kuni Miracle Daibōken (Yes! プリキュア5 鏡の国のミラクル大冒険!, Yes! PuriKyua 5: Kagami no Kuni no Mirakuru Daibōken!, dt. „Ja! PreCure 5: Das große Wunder-Abenteuer im Land der Spiegel“) in den japanischen Kinos an. Regie führte Tatsuya Nagamine. Der Film spielte 830 Mio. Yen ein.
Für den 8. November 2008 wurde zur zweiten Serie Yes! PreCure 5 GoGo! der Film Yes! PreCure 5 GoGo!: Okashi no Kuni no Happy Birthday (Yes! プリキュア5GoGo! お菓子の国のハッピーバースディ♪, Yes! PuriKyua 5 GoGo!: Okashi no Kuni no Happī Bāsudi, dt. „Ja! PreCure 5 GoGo! Happy Birthday im Land der Süßigkeiten“) angekündigt.

### Computerspiele
Am 29. November 2007 veröffentlichte Bandai Namco Games das Touch-Pen-Action-Spiel Yes! PreCure 5 für Nintendo DS.

## Synchronisation
| Rolle                          | Japanischer Sprecher (Seiyū) |
| ------------------------------ | ---------------------------- |
| Nozomi Yumehara / Cure Dream   | Yūko Sampei                  |
| Rin Natsuki / Cure Rouge       | Junko Takeuchi               |
| Urara Kasugano / Cure Lemonade | Mariya Ise                   |
| Komachi Akimoto / Cure Mint    | Ai Nagano                    |
| Karen Minatsuki / Cure Aqua    | Ai Maeda                     |
| Coco                           | Takeshi Kusao                |
| Nuts                           | Miyu Irino                   |